# Ututo
Vous venez d’apposer le modèle de débat d'admissibilité.
Avant toute chose, veuillez créer la page de débat correspondante en cliquant ici.
- Une fois la page de vote initialisée, rafraîchissez cette page, et le bandeau prendra son aspect définitif.
- Si votre débat d'admissibilité est groupé (le motif et l’argumentation doivent être les mêmes), modifiez cette page pour ajouter au modèle le paramètre « cat » suivi du nom de la page de discussion de l’article pour lequel la page de débat existe déjà (ex. : cat=Discussion:Nom_de_l'autre_article). Ensuite, suivez les nouvelles instructions qui apparaissent.
- Vous pouvez également utiliser le paramètre « type » pour faciliter l’accès aux critères d’admissibilité. Exemple : {{suppression|type=mot-clé}}. Liste des mots-clés existants : fiction, musique, art visuel, fanzine, jeu de société, porno, sportif, association, enseignement, société, site web, route, nombre, (Liste complète ici).

| 1. | Créez la page de débat d'admissibilité.                                                                      | Sauvegardez d’abord la page pour l’initialiser puis indiquez votre motivation. |
| 2. | Important : ajoutez une entrée dans la section Débat d'admissibilité du jour.                                | Utilisez ce texte : *{{L\|Ututo}}                                              |
| 3. | Pensez à informer les contributeurs principaux de la page et les projets associés lorsque cela est possible. | Utilisez ce texte : {{subst:Avertissement débat d'admissibilité\|Ututo}}~~~~   |

 (janvier 2025).
Ututo est une distribution du système d’exploitation GNU/Linux basée sur Gentoo et constituée exclusivement de logiciels libres. Son nom fait référence à celui d’un gecko du nord de l’Argentine.
Toute la documentation est en espagnol.

## Histoire
La première version, créée en octobre 2000 en Argentine par Diego Saravia, était très simple et pouvait être lancée depuis un CD-ROM sans installation sur le disque dur, c’était l’un des premiers live CD.
En 2002, Ututo-r fut créée. Elle offrait la possibilité d’opérer comme un routeur. Cette version 
fut créée par Marcos Zapata et installée sur les ordinateurs des écoles et du gouvernement de Buenos Aires, entre autres.
En 2004, le projet Ututo-e naquit, et devint rapidement le plus important dérivé de Ututo. Le projet fut lancé par Daniel Olivera, et est maintenant développé par de nombreux collaborateurs internationaux. Ututo-e a été envisagé par Pablo de Napoli, un mathématicien et professeur à l’Université de Buenos Aires, qui souhaitait que ce soit un système complètement basé sur les logiciels libres tout en profitant des avantages du matériel disponible en Argentine. Les ordinateurs disponibles en Argentine étant généralement moins performants, par rapport aux autres pays, il était nécessaire de développer un système peu gourmand en ressources.
Les dernières versions sont intitulées « XS ». Avec la sortie des séries « XS », il y a de nombreuses nouvelles fonctionnalités, tel qu’un système d’installation plus rapide. La plupart des installations de Ututo XS n’excèdent pas trente minutes, mais dépend de la vitesse et de l’efficacité du matériel.

## UTUTO ou Ututo?
Le projet UTUTO utilise fréquemment le terme « UTUTO » pour décrire le titre du projet. Il est pris par erreur pour un acronyme, comme on en trouve beaucoup dans les projets libres. En conséquence, l’utilisation de « UTUTO » à la place de « Ututo » est purement esthétique, et absolument pas technique.

## UTUTO-Get
La sortie d’un gestionnaire de paquets facilement utilisable a été le sujet de nombreuses discussions durant quelques années. Pablo Rizzo a mis au point UTUTO-Get, un outil pratique pour maintenir votre base de données de paquets tout en utilisant Ututo. Basé sur le puissant APT de Debian, il devrait être amélioré à la sortie d’Ututo XS 2007, vers avril 2007.

## Ututo GNU/FreeBSD
En parallèle du développement d’une distribution GNU/Linux, l’équipe Ututo a commencé à travailler sur un système d’exploitation utilisant le noyau FreeBSD accompagné d’utilitaires GNU. Il devrait être prêt aux alentours de la sortie d’Ututo GNU/Linux XS 2007. Ce sera le premier système d’exploitation basé sur FreeBSD à être défini comme entièrement libre par les standards du projet GNU et de la Free Software Foundation.